# Station Obora Wielkopolska
Station Obora Wielkopolska is een spoorwegstation in de Poolse plaats Obora.